# Fru Trejo
Guadalupe Viridiana Trejo Perea (Ciudad de México, 1982) es el nombre artístico de Fru Trejo, una artista visual, plástica y perfomancera mexicana que cuestiona y confronta las convenciones sociales impuestas al rol de la mujer en la sociedad contemporánea. Su trabajo se ha expuesto de manera colectiva e individual en países como México, Alemania y Estados Unidos a través de acciones e instalaciones.

## Educación
La artista estudió licenciatura en Artes con mención en escultura y fotografía impartido por la Escuela Nacional de Artes Plásticas, de la Universidad Nacional Autónoma de México. Además ha realizado diplomados en curaduría y museografía en la Academia de San Carlos. Actualmente se desempeña como docente de la Facultad de Artes y Diseño de la UNAM.

## Vida y Trabajo
La obra de Guadalupe Trejo está marcada por las experiencias individuales, la problematización del entorno familiar, privado, doméstico y cultural desde una crítica política-social, así por ejemplo su obra "Nupcias" del año 2012 cuestiona la figura del matrimonio como una imposición tradicional para la vida de la mujer. La artista crea de manera ficcional una boda consigo misma generando engaño, desilusión y extrañeza entre quienes "anhelaban" verla casada. Esta pieza ha sido considerada una obra maestra del arte feminista mexicano y generó diversas mesas de diálogo en el Centro Cultural España.
Mi obra parte de eventos autobiográficos, pienso que no se puede hablar de lo que no se ha vivido, y estoy convencida que la práctica artística te abre espacios para la reflexión y la posibilidad de ser diferente, no sólo una pieza más del sistema.
La fotógrafa, con una fuerte raíz activista, ha sido vinculada al movimiento feminista de la Ciudad de México y participó en  la agrupación denominada No a las Maternidades Secuestradas, organizada junto a La Protesta del Día Después donde además se encontraban Mónica Mayer, Julia Antivilo, Abril Castro, Lyliana Chávez, Guillermo Gómez-Peña, Josefina Alcázar, Aída Emart y Mónica Castillo.

## Exposiciones
- 2012: “Nupcias”, performance, Centro Cultural España, Ciudad de México, México.
- 2012: “Calladita te ves más bonita”, sitio especifico, ENAP, UNAM, Ciudad de México, México.
- 2011: “Premios Short shorts film festival ciudad de México 2011”, Cineteca Nacional, Ciudad de México, México.
- 2011: “Große leute spiel”, performance. KW Institute for Contemporary Art – Kunst-Werke. Berlín. Alemania.
- 2011: “El espacio que habitamos”, instalación en sitio especifico, Ciudad de México, México.
- 2010: “Cowun- ups game”, performance, New Museum of Contemporany Art. Nueva York. Estados Unidos de América.
- 2010: “Dale, dale, dale”, performance, Malecón de la ciudad de La Paz, Baja California Sur. México.
- 2010: “Premios Short shorts film festival ciudad de México 2010”, Cineteca Nacional, Ciudad de México, México.